# Dom João VI (1816)
Il Dom João VI era un vascello da 74 cannoni della Armada Real, costruito in Portogallo negli dieci del XIX secolo. Fu il penultimo vascello di linea dell’Armada Real costruito nell'Arsenale della Marina di Lisbona. La polena, opera del pittore Sequeira, rappresentava il genio di Lízia.

## Storia
Impostata presso l’arsenale della Marina con il nome di Nossa Senhora dos Mártires, ricevette poi quello di Dom João, Príncipe Regente e quindi quello definitivo di Dom João VI. Il vascello, la cui costruzione fu seguita dal capitano-tenente ingegnere navale António Joaquim de Oliveira, fu varato il 24 agosto 1816.
Nel 1817 fece parte della squadra navale che accompagnò in Brasile l’arciduchessa austriaca Maria Leopoldina Giuseppa Carolina d’Asburgo-Lorena andata in sposa al Principe ereditario Don Pedro de Alcântara. Nel 1821 partecipò alla spedizione che trasportò da Rio de Janeiro a Lisbona, in Portogallo, il re Giovanni VI, la sua famiglia, e il corpo di sua madre, la regina Maria che doveva esservi tumulato.
Qualche tempo dopo il vascello salpò nuovamente per Rio de Janeiro, con scalo a Pernambuco, in forza alla spedizione al comando di Maximiliano de Sousa che doveva obbligare all’obbedienza paterna il principe ereditario Dom Pedro.  Nonostante il fallimento del tentativo, il vascello fu assegnato alla squadra di João Félix Pereira de Campos che salpò nuovamente per Bahia. Nell’aprile del 1823 la squadra navale incrociò a lungo nel mare antistante Bahia.
Nel 1826 il vascello si recò a Brest, in Francia, per trasportare il Principe Dom Miguel a Rio de Janeiro. Durante il corso della guerra civile la nave si distinse nella battaglia di Praia da Vitória (11 agosto 1829), inquadrata nella squadra navale realista al comando dell’ammiraglio José Joaquim da Rosa Coelho (1773-1833) e poi in quella del Tago (11 luglio 1831) contro una squadra navale francese al comando del contrammiraglio Albin Roussin. Catturato dai francesi il vascello fu poi restituito al governo portoghese.
Il Dom João VI partecipò alla battaglia di Capo San Vincenzo (5 agosto 1833), inquadrato come nave ammiraglia, nella squadra al comando dell’ammiraglio Manuel António Marreiros, venendo catturato dalle forze costituzionaliste al comando dell’ammiraglio Charles Napier. A partire dal 1836 fu adibita a nave deposito, mentre tra il 1841 e il 1842 cedette parte dell’alberatura, del cordame e dell’attrezzatura velica al nuovo vascello da 80 cannoni Vasco da Gama. Un suo eventuale riutilizzo come nave da guerra fu oggetto di un dibattito politico tra il 1849 e il 1851, anno in cui fu decisa la sua definitiva radiazione. Il vascello 'Dom João VI fu demolito l’anno successivo.

### Annotazioni
1. ↑  Nel 1847 l’equipaggio era composto da 447 uomini e 103 marines.

### Fonti
1. 1 2 3 4 5  Esparteiro 1972-1986, pp. 41-107.
2. 1 2 3 4 5 6  Carvalho David e Silva 2012, p. 14.
3. ↑  Esparteiro 1972-1986, pp. 96-99.
4. ↑  Parliamentary Papers, House of Commons and Command, Volume 20 1831, p. 62.
5. ↑  Parliamentary Papers, House of Commons and Command, Volume 20 1831, p. 64.
6. 1 2 3  Carvalho David e Silva 2012, p. 10.